# Habib (TV-serie)
Habib är en svensk TV-serie i åtta avsnitt från 2008–2009. Serien skrevs av Alex Haridi och Björn Paqualin och bygger på Douglas Foleys barnboksserie med samma namn.

## Avsnitt
| Avsnitt                  | Regissör          | Sändes           |
| ------------------------ | ----------------- | ---------------- |
| Meningen med livet       | Håkon Liu         | 22 november 2008 |
| Spöket i källaren        | Håkon Liu         | 29 november 2008 |
| Hela havet stormar       | Jesper Danielsson | 6 december 2008  |
| Tomma burkar             | Jesper Danielsson | 13 december 2008 |
| Bowling vs. orientering  | Håkon Liu         | 20 december 2008 |
| Skolk                    | Håkon Liu         | 27 december 2008 |
| Real Madrid – Åtvidaberg | Jesper Danielsson | 3 januari 2009   |
| Fritt fall               | Jesper Danielsson | 10 januari 2009  |

## Handling
1. Meningen med livet
Habib är elva år, går i femman och bor i Alby. Han inser att om han ska få någon mening i sitt liv så måste han få Paris att bli kär i honom. Han vill fråga chans på henne, men vågar inte utan i stället plockar han tomburkar och funderar över livets mening.
2. Spöket i källaren
Habib råkar lova att han ska gå ner i källaren där skolans spöke bor. Han pratar med sin morfar som inte räds någonting. Morfar säger att hemligheten är att tro på Gud för att då behöver man inte vara rädd. Habib ställer sig därför frågan om meningen med livet är att tro på Gud. Han skickar en dikt till Paris där han förklarar hur mycket han tycker om henne. Habib ber till Gud men är ändå rädd att Paris ska skratta åt hans dikt.
3. Hela havet stormar
Det är klassfest och Alex är arg på Emine för att hon har lurat till sig jobbet som DJ, trots att det alltid varit Alex' jobb. Habib är i hemlighet glad därför att om Emine är DJ så kommer hon inte kunna störa honom när han frågar Paris om brevet han skickade till henne.
4 Tomma burkar
Det saknas pengar till klassresan och Alex och Habib bestämmer sig därför för att panta burkar. Det hela går dock dåligt. De hittar inga burkar och på köpet börjar det att regna. De går till pappas café för att värma sig men när de kommer dit är det stängt. Habib blir förtvivlad: har hans pappa blivit arbetslös?
5. Bowling vs. orientering
Skolan har friluftsdag och Habib och hans kompisar bowlar. Habib frågar Winston om vad meningen med livet är och Winston säger att det är att kämpa. Senare åker Habib oförtjänt fast för snatteri och Paris vill inte veta av honom längre. Habib upptäcker att meningen med livet inte är att kämpa. Han kämpar hur mycket som helst men ingen tror på honom.
6. Skolk
Habib känner sig sjuk och vill inte gå till skolan. När hans farmor säger att meningen med livet är att ha hälsan inser han att hans liv nu saknar mening. Alex kommer hem för att kolla hur Habib mår och de båda åker därefter och badar. På hemvägen händer något som får Habib att inse att farmor inte hade rätt ändå.
7. Real Madrid – Åtvidaberg
Habib har bestämt sig för att sluta bry sig om Paris och när han ser henne på skolan tänker han visa det för henne. Ninos skrattar när han får höra att Habib är kär i Paris då han tycker att hon är alldeles för snygg för honom. Detta gör Habib stressad och han råkar i förvirringen lova att han ska hoppa från den mycket höga Flottsbron. Kommer han att våga hoppa?
8. Fritt fall
Habib har bestämt sig för att fråga chans på Paris en dag när klassen är på Gröna lund. Är det i dag som Habib äntligen ska få svaret på vad som är meningen med livet?

## Rollista
- Simon Korkis Malki – Habib
- Simon Saliba – Tony
- Yagmur Delen – Lucia
- Jainaba Sillah – Paris
- Joel Opazo Melin – Alex
- Christian Gebrail – Dani
- Javier Gonzales Miston – Ninos
- Nadia Alkhatib – Emine
- Gunilla Röör – Maja
- Isabel Munshi – mamma
- Fikret Cesmeli  – pappa
- Lamine Dieng – Paris pappa
- Ann Petrén – rullstols-Britta
- Sebastian Ylvenius – Erik
- Malik Mugula – Winston

## Om serien
Habib producerades av Susann Billberg-Rydholm för produktionsbolaget Jarowskij. Manus skrevs av Alex Haridi och Björn Paqualin och musiken av Max Linder.